# كريستوفر أوليفاريس
كريستوفر أوليفاريس (بالإسبانية: Christopher Olivares) هو لاعب كرة قدم بيروفي في مركزي مهاجم ‏ والهجوم، ولد في 3 أبريل 1999 في ليما في بيرو. لعب مع فيتوريا دي غيماريش.

## وصلات خارجية
- كريستوفر أوليفاريس على موقع إي إس بي إن إف سي (الإنجليزية)
- كريستوفر أوليفاريس على موقع قاعدة بيانات كرة القدم.إي يو (الإنجليزية)
- كريستوفر أوليفاريس على موقع Soccerbase.com (لاعب) (الإنجليزية)
- كريستوفر أوليفاريس على موقع Soccerway.com (الإنجليزية)
- كريستوفر أوليفاريس على موقع عالم كرة القدم.نت (الإنجليزية)
- كريستوفر أوليفاريس على موقع AS.com (الإسبانية)